# Nathalie Tineo
Nathalie Tineo (ur. 25 stycznia 1982 w Hamburgu) – niemiecka wokalistka.
Kariera Nathalie Tineo zaczęła się w 2003 r., kiedy to dostała się do finału programu telewizyjnego Deutsche Stimme 2003. Nie wygrała, ale zdołała nawiązać kontakt ze znaną w branży muzycznej menedżerką Veroniką Jarzombek.
W 2005 Jarzombek rozstała się ze swoją największą dotychczasową gwiazdą Yvonne Catterfeld i załatwiła Nathalie kontrakt z wytwórnią płytową Sony BMG. Realizacją piosenek zajął się były producent Yvonne, znany z zespołu Modern Talking Dieter Bohlen. Pierwszy singiel zatytułowany Ich liebe dich ("Kocham cię") ukazał się 17 marca 2006. Wydany jako potencjalny przebój nie do końca spełnił pokładane w nim nadzieje zajmując na niemieckiej liście najlepiej sprzedających się singli miejsce w czwartej dziesiątce. Wytwórnia opóźniła więc premierę albumu i poprzedziła go jeszcze jednym singlem – Sei so wie du bist ("Bądź taka jaka jesteś"). Jako że ten singiel również nie osiągnął spodziewanej popularności, Sony BMG ograniczyło do minimum promocję albumu Licht und Schatten ("Światło i cień"). Album mimo pozytywnych reakcji ze strony nielicznej grupy fanów, przeszedł niemal niezauważony przez szerszą publiczność.
W lutym 2007 Nathalie Tineo rozpoczyna występy w rewii Rhythmus Berlin.

## Dyskografia

### Album
- 2006 Licht und Schatten – #87 w Niemczech

### Single
- 2006 Ich liebe dich – #38 w Niemczech
- 2006 Sei so wie du bist – #63 w Niemczech
- 2006 Ohne dich – promocyjny

### Pozostałe
- 2003 Die Deutsche Stimme 2003 – album, 1 solowa piosenka Nathalie Tineo